# Voie réservée aux véhicules à occupation multiple
Pour les articles homonymes, voir HOV.

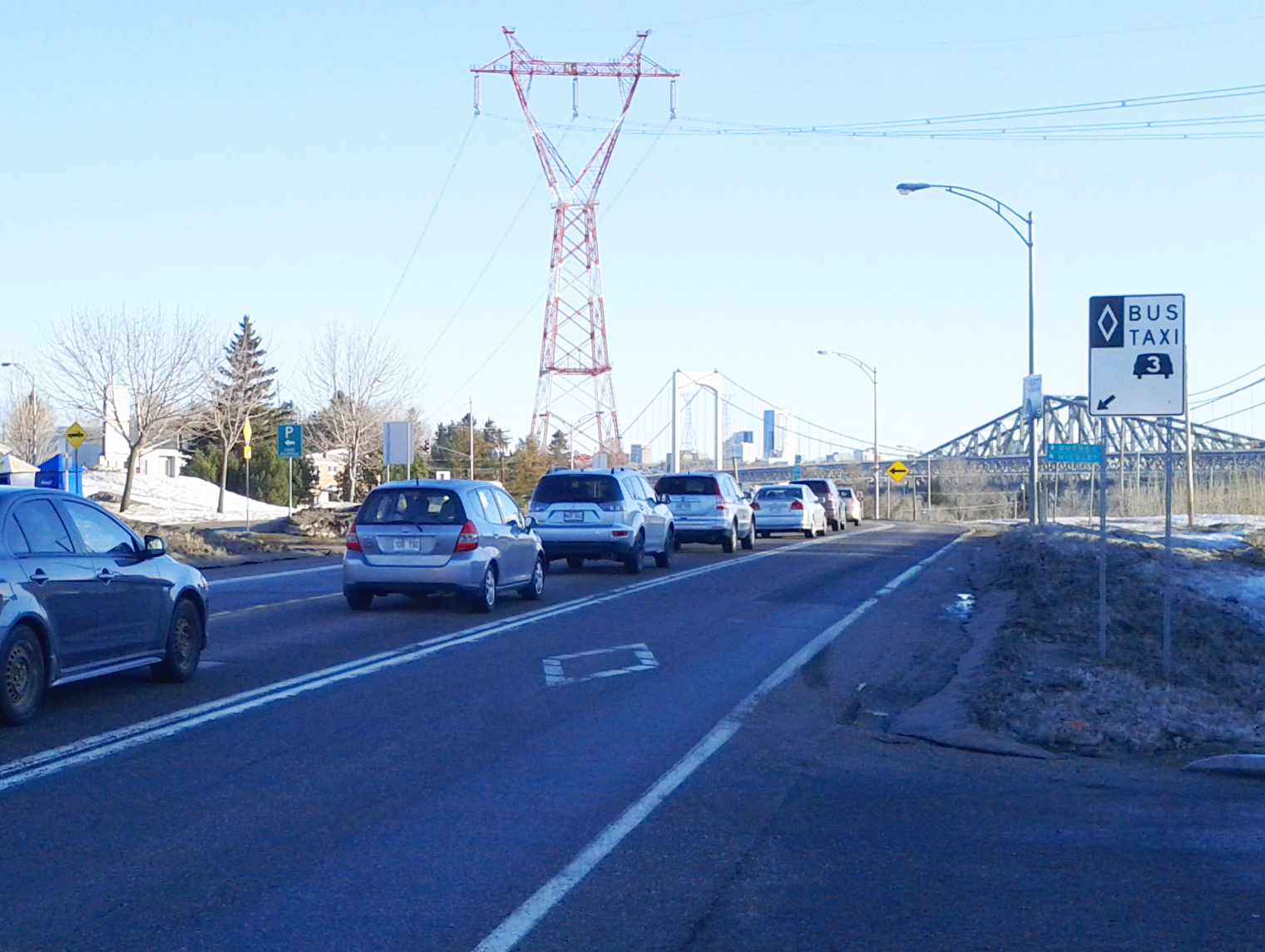
Une voie réservée aux VOM sur la route 116, dans le secteur de Saint-Nicolas de la ville de Lévis (Québec).

Une voie réservée aux véhicules à occupation multiple (en anglais, high-occupancy vehicle lane ou HOV ou carpool lane) est une voie réservée aux véhicules automobiles dont le nombre de passagers dépasse un certain seuil. Ces voies encouragent le covoiturage et les transports en commun par autobus dans les grandes métropoles. Elles sont généralement également ouvertes sans conditions aux véhicules électriques, hybrides rechargeables, ainsi qu'aux deux roues motorisés qui occupent moins de place qu'un gros véhicule.
« Véhicules à occupation multiple » est souvent abrégé en VOM.
En France, on parle de véhicules transportant un nombre minimal d'occupants et de véhicules de transport en commun et de taxis.

## Voies réservées aux véhicules à occupation multiple au Canada
Les voies réservées aux véhicules à occupation multiple (VOM) sont des voies sur les autoroutes et les artères principales dont l’accès est restreint et qui sont réservées, durant les heures de pointe ou autres, aux véhicules à occupation multiple, notamment le covoiturage, le covoiturage par fourgonnette et l’autobus. En 2007, on compte environ 35 réseaux pour VOM au Canada, soit en Colombie-Britannique, en Alberta, en Ontario et au Québec, répartis entre des voies réservées aux VOM sur des artères principales avec signalisation et des voies réservées aux VOM sur des autoroutes à accès limité.
Au cours des vingt dernières années, les gouvernements locaux, provinciaux et régionaux des principaux centres urbains du Canada ont amélioré et augmenté peu à peu le nombre et les types de réseaux pour VOM. Les voies réservées aux VOM sur les autoroutes et les artères principales sont considérées comme un outil important de gestion de la demande en transport permettant de réduire la congestion, d’encourager le choix d’un mode de transport plus durable, comme le covoiturage, et de contribuer à la diminution des émissions des véhicules.

### Contexte
La congestion sur les autoroutes et les artères principales des centres urbains du pays est devenue un problème sérieux ayant des conséquences à tous les niveaux, affectant notamment le transport efficace des marchandises, la qualité de l’air et les temps de déplacement du transport en commun. Pour contrer ces effets, le développement de voies réservées aux véhicules à occupation multiple est devenu une composante importante de nombreux programmes régionaux de gestion de la demande en transport et plans de transport des principales villes du Canada.
Souvent appelées voies de covoiturage, les voies réservées aux VOM sont des voies à accès restreint réservées aux véhicules à occupation multiple et aux fourgonnettes de covoiturage. Les autobus sont souvent autorisés sur les voies réservées aux VOM, alors que certains réseaux permettent aussi d’autres types de véhicule, comme les motocyclettes et les taxis.
Sur les artères, les voies réservées aux VOM occupent habituellement les voies en bordure, qui redeviennent quelquefois des voies de stationnement en dehors des heures de pointe. Certaines voies sont inversées ou à contre-courant, ce qui signifie qu’une voie est utilisée dans une direction durant l’heure de pointe du matin et dans l’autre durant l’heure de pointe de fin d’après-midi. À l’occasion, principalement dans les grandes villes américaines, les voies réservées aux VOM sont physiquement séparées des autres voies et utilisées comme voies express.

### Contexte de politique
Les réseaux pour VOM sont appuyés au niveau provincial, régional et municipal par des plans, des politiques et des programmes de transport dans les localités concernées.
Au début et au milieu des années 1990, on a produit de nombreux rapports et plans de politique sur les VOM dans les régions métropolitaines de Vancouver et de Toronto.

### Justification et objectifs
Les voies réservées aux VOM sur les autoroutes et les artères principales visent à encourager les gens à abandonner l’utilisation de véhicules avec un seul occupant en faveur de véhicules à occupation multiple afin de maintenir et augmenter la capacité de déplacement des personnes des autoroutes et des artères principales. Un tel changement d’habitude offre les avantages suivants :
- Optimisation de la vitesse de déplacement des véhicules circulant dans les voies réservées aux VOM et autres voies adjacentes;
- Déplacements plus courts et plus fiables pour les covoitureurs ;
- Réduction de la consommation d’énergie, des émissions des véhicules et des retards causés par la congestion, grâce à un nombre moindre de véhicules sur les routes ;
- Amélioration et augmentation des options durables pour les déplacements personnels.

### Actions
Aujourd’hui, il y a plus de 4 000 kilomètres de voies réservées aux VOM et 130 programmes pour VOM dans plus de trente villes nord-américaines. Alors que les premières voies réservées aux VOM ont été construites aux États-Unis au début des années 1970, les premières voies de ce genre au Canada ont été construites dans les régions de Vancouver et de Toronto au début des années 1990. Par la suite, des voies réservées aux VOM sont rapidement apparues à Ottawa, Gatineau, Montréal et, un peu plus tard, à Calgary, en Alberta.

### Résultats
En général, les chercheurs et intervenants du domaine des transports s’entendent pour dire que la majorité des réseaux de voies réservées aux VOM sur des autoroutes et des artères principales du Canada ont atteint leurs objectifs principaux, soit de réduire la congestion, d’encourager le covoiturage et de raccourcir les temps de déplacement des véhicules à occupation multiple (et des autobus lorsqu’ils sont autorisés).

### Enjeux
Même si les promoteurs des voies réservées aux VOM reconnaissent que de telles voies représentent une solution économique de gestion de la congestion, l’appui en faveur des voies réservées n’est pas universel. Certains projets au Canada et aux États-Unis n’ont pas reçu beaucoup d’appui de la part du public et ont donc dû faire face à des pressions politiques. Selon une récente recherche, les trois situations suivantes peuvent faire en sorte qu’un projet de voies réservées aux VOM obtienne des résultats négatifs (Schijns, 2006) :
- Lorsque la mise en œuvre a un impact négatif important sur les voies de circulation générale;
- Lorsque l’utilisation des voies réservées aux VOM ne répond pas aux attentes;
- Lorsque la non-conformité menace la viabilité opérationnelle de la voie.

Bien que les réussites soient beaucoup plus nombreuses que les échecs en ce qui touche les projets liés aux VOM, un des principaux chercheurs dans le domaine a relevé les caractéristiques suivantes pour la réussite d’un réseau pour VOM (Schijns, 2006) :
- Utilisation adéquate des voies réservées aux VOM (voies empruntées par plus de personnes qu’une voie de circulation générale ou par suffisamment de véhicules pour être acceptées par le public)
- Avantage lié au temps de déplacement dans les voies réservées aux VOM par rapport aux voies de circulation générale
- Effet positif des voies réservées aux VOM sur les capacités de déplacement de personnes dans le corridor
- Effet démontré du projet lié aux VOM sur le choix du mode de transport dans le corridor
- Respect de la réglementation sur les voies réservées aux VOM par les automobilistes

Une étude scientifique donne des résultats mitigés sur l'efficience des VOM.

### Pratiques exemplaires
Bien qu’aucun guide des pratiques exemplaires faisant autorité n’ait été produit, le Victoria Transportation Institute en Colombie-Britannique a passé en revue les recherches récentes pour dresser la liste suivante de lignes directrices pour l’établissement d’un réseau pour VOM.
- Plus d’un million de personnes dans la région métropolitaine
- Niveaux élevés de congestion dans le corridor
- Accès à un centre d’emploi comptant 100 000 travailleurs ou plus (à savoir une destination majeure)
- Appui des programmes et des politiques de gestion de la demande en transport
- Communauté coopérative d’organismes, de ministères et de gouvernements responsables dans le domaine des transports.

Le Oregon Department of transportation a également élaboré les critères suivants pour orienter les organismes de transport dans l’évaluation et la surveillance du rendement du réseau pour VOM de l’État. Les mêmes critères peuvent facilement s’appliquer aux réseaux canadiens.
- Débit total de personnes. Il s’agit du calcul du nombre de personnes qui passent un certain point à l’intérieur d’une période donnée. Habituellement, les organismes de transport ne mesurent que le nombre de véhicules. Cependant, sur les voies réservées aux VOM, ils mesurent le nombre de véhicules, le nombre de personnes par véhicule et le nombre de personnes qui utilisent le transport en commun. On vise l’atteinte d’un plus grand débit de personnes et d’un taux moyen d’occupation des véhicules plus élevé.
- Temps de déplacement. Les organismes de transport mesurent le temps de déplacement pour déterminer combien de temps il faut à un VOM, à un véhicule à passager unique (VPU) et à un véhicule de transport de marchandises pour se déplacer sur les voies réservées aux VOM. L’objectif consiste à ce qu’il n’y ait aucune augmentation nette du temps de déplacement pendant l’heure de pointe de l’après-midi.
- Sécurité. Les organismes mesurent les taux d’accidents et d’incidents sur des segments de la route avant et après l’établissement de voies réservées aux VOM. L’objectif consiste à ce qu’il n’y ait pas d’augmentation des taux d’incidents et de collisions.
- Application de la loi. Il s’agit d’une mesure qualitative visant à déterminer le caractère exécutoire d’une voie réservée aux VOM. Les organismes effectueront le suivi du nombre de billets émis, du taux de violation de la réglementation relative aux voies réservées aux VOM et des observations de la police qui veillent à l’application de cette réglementation. L’objectif consiste à assurer que le taux de violation soit minimal et à instaurer une perception selon laquelle un nombre maximal d’usagers obéissent à la réglementation.
- Transitions du début et de la fin. Le début et la fin d’une voie réservée aux VOM peuvent créer des mouvements d’entrecroisement et d’autres problèmes liés au courant de la circulation. Les organismes surveilleront les opérations relatives à la circulation pour évaluer comment les voies réservées aux VOM influent sur le courant de la circulation.
- Détournement de la circulation. Il existe une préoccupation selon laquelle les délais excessifs dans les voies de circulation générale pourraient contribuer à détourner la circulation vers des routes parallèles. Le comptage de la circulation sera effectué avant et après l’établissement des voies réservées aux VOM pour déterminer si une partie importante de la circulation est détournée. L’objectif consiste à minimiser le détournement de la circulation.
- Utilisation des voies réservées aux VOM. Il s’agit de la mesure du nombre de véhicules qui utilisent la voie réservée aux VOM dans une période donnée comparativement à la capacité maximum.
- Nombre d’usagers du transport en commun. Les organismes effectueront un suivi du nombre de personnes qui utilisent le transport en commun pendant les périodes de pointe, lorsque la voie réservée aux VOM est en service.
- Augmentation des services de transport en commun. Les organismes mesureront l’augmentation des services de transport en commun et la compareront à l’augmentation du nombre d’usagers du transport en commun, ce qui aidera à comprendre l’augmentation du nombre d’usagers du transport en commun attribuable au projet de voie réservée aux VOM par rapport aux augmentations normales du nombre d’usagers, qui résultent d’une augmentation des services de transport en commun (sans voie réservée aux VOM).
- Nombre de personnes par véhicule. Les organismes observeront la circulation pour déterminer le nombre de personnes par véhicule pendant les périodes de pointe.
- Recours aux stationnements incitatifs, au covoiturage et aux programmes de l’employeur. Les organismes suivront le recours aux stationnements incitatifs et au covoiturage.
- Perception du public. Les organismes feront un sondage auprès des navetteurs et compareront les réponses fournies avant et après l’établissement des voies réservées aux VOM.

### Contrôler le nombre de personnes par voiture
L'une des difficultés pour que les VOM puissent être efficaces est de pouvoir détecter et verbaliser les conducteurs des véhicules sans passager, or certains conducteurs avaient constaté qu'en passant avec un mannequin sur le siège passager, ils n'étaient pas verbalisés. Il existe une caméra détectant la supercherie dans 95 % des cas, alors que l'homme ne détectait que 65 % des mannequins.

## Voies réservées aux véhicules à occupation multiple dans le monde

### En Amérique du Nord
En Amérique du Nord, les métropoles suivantes font usage de ce type de voies de circulation (liste non exhaustive) :
- Atlanta, Géorgie,  États-Unis[7]
- Denver,  États-Unis[8]
- Houston, Texas,  États-Unis[7]
- Los Angeles, Californie,  États-Unis[7]
- Montréal, Québec,  Canada[8]
- New York, New York,  États-Unis[9]
- Ottawa, Ontario,  Canada[8]
- Pittsburgh, Pennsylvanie,  États-Unis[10]
- San Diego, Californie,  États-Unis[11]

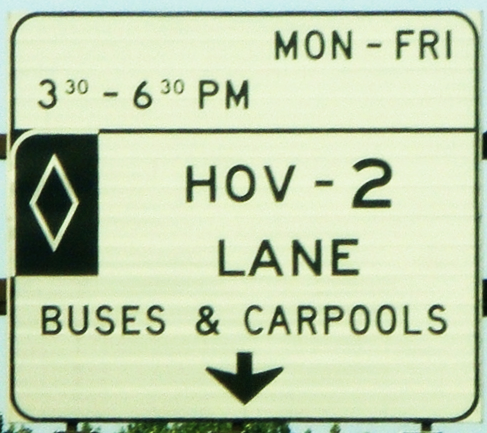
Panneau de signalisation d'une voie réservée aux VOM aux États-Unis.

- Seattle, État de Washington,  États-Unis[7]
- Vancouver, Colombie-Britannique,  Canada[8]
- Washington DC,  États-Unis[7] (depuis 1992[12])
- Winnipeg, Manitoba,  Canada

Les États suivants ont fait de même :
- Caroline du Nord,  États-Unis[13]
- Ontario,  Canada[14]
- Virginie,  États-Unis[15]

### En Europe
Il n'y a que peu d'exemples de voies réservées aux véhicules à occupation multiple (VOM) en Europe,. 
A la fin du vingtième siècle, le projet Europeen ICARO (Increasing CAR Occupancy) a permis d'en créer à Leeds, Bristol et Madrid.
- Gaillard / Thônex,  France -  Suisse
- Amsterdam,  Pays-Bas jusqu'en 1994[19]
- Bristol,  Angleterre[19]
- Leeds,  Angleterre[19] depuis 1998
- Linz,  Autriche depuis 1999[19]
- Madrid,  Espagne[19] depuis 1995
- Trondheim,  Norvège [19] 2001

#### En France
En France, depuis 2009 (expérimentations) et plus généralement depuis 2015, plusieurs voies sont réservées exclusivement aux bus et taxis. Elles peuvent être dans certains cas ouvertes au covoiturage depuis 2020.
En septembre 2019, la loi du 24 décembre 2019 d’orientation des mobilités ouvre la possibilité 
d'aménagement de voies réservées sur les voies structurantes d’agglomération (VSA) ou autoroutes disposant d'au moins trois voies de circulation à des heures de la journée bien définies. Ces voies sont appelées VR2+.

« Réserver des emplacements sur la voie publique, de façon permanente ou à certaines heures, pour faciliter la circulation des véhicules de transport en commun, des taxis, des véhicules transportant un nombre minimal d'occupants notamment dans le cadre du covoiturage au sens de l'article L. 3132-1 du code des transports ou des véhicules à très faibles émissions au sens de l'article L. 318-1 du code de la route. »

— loi du 24 décembre 2019 d’orientation des mobilités
En août 2020, la nouvelle législation expérimentale prévoit divers éléments de signalisation par losanges depuis.

Panneau de début de voie réservée aux véhicules à occupation multiple en France

Panneau de fin de voie réservée aux véhicules à occupation multiple en France

En septembre 2020, certaines communes veulent expérimenter certaines voies de circulation réservées à certaines catégories de véhicules sur certains axes.
En Europe, le comptage des personnes du véhicule peut-être réalisé à partir d'un flash à infrarouge Xerox.
Expérimentations : sur l'autoroute A48, par communication V2I (véhicule-infrastructure), l'information sur la disponibilité de la voie réservée aux véhicules à occupation multiple est transmise aux véhicules dans le cadre du projet européen C-roads.
La voie est d'une longueur de huit kilomètres ; aux heures de pointe la vitesse est limitée à 50 km/h sur l'ensemble des voies et le losange blanc s'allume pour rendre exclusive la voie dédiée.
À Lyon, des voies de covoiturages ont été mises en expérimentation sur les boulevards urbains M6 et M7.
Une telle voie existe également sur l'A411 sur 500 mètres avant la douane.
Depuis 2021, conjointement à l'ouverture du Contournement ouest de Strasbourg, une expérimentation a été lancée sur l'autoroute M35.
Pour 2024 sont prévus l'allongement de l'expérimentation sur l'autoroute A1 et une nouvelle section sur l'autoroute A8 dans le but d'augmenter l'activité des plateformes internet de covoiturage.

### Dans le reste du monde
- Alger,  Algérie[32]
- Auckland,  Nouvelle-Zélande[11]
- Brisbane,  Australie[11]
- Sydney,  Australie[11]

De 2012 à 2016, la capitale indonésienne Jakarta a imposé une obligation de covoiturage avec trois passagers sur les grands axes aux heures de pointe (7 h – 10 h et 16 h 30 – 19 h). Selon une étude parue le 7 juillet 2017 dans la revue Science, la suspension de cette mesure a rallongé les durées de transport aux heures de pointe de 46 % le matin et de 87 % le soir, illustrant une certaine efficacité du dispositif malgré l'apparition de personnes rémunérées pour occuper la fonction de passagers, dits « jockeys ».